# Arnold Strippel
Arnold Strippel (ur. 2 czerwca 1911 w Unshausen, zm. 1 maja 1994 we Frankfurcie nad Menem) – zbrodniarz hitlerowski, jeden z funkcjonariuszy SS pełniących służbę w obozach koncentracyjnych i SS-Obersturmführer.
W 1934 rozpoczął swoja karierę obozową w Sachsenburgu. W 1937 został przeniesiony do Buchenwaldu, gdzie po krótkim czasie objął stanowisko oficera raportowego (Rapportführera). Strippel był w Buchenwaldzie prawdziwym postrachem więźniów. Uczestniczył między innymi 9 listopada 1939 w rozstrzelaniu 21 więźniów żydowskich w odwecie za nieudany zamach na Hitlera, który miał miejsce dzień wcześniej w Monachium. Od marca do października 1941 był Stabscharführerem (pisarzem sztabowym) w Natzweiler-Struthof.
W październiku 1941 Strippel został skierowany do obozu na Majdanku, gdzie był zastępcą kierownika obozu (Schutzhaftlagerführera) Antona Thumanna. Brał tu udział w licznych egzekucjach więźniów i jeńców radzieckich. Jego ulubionymi sposobami tortur były: bicie za pomocą pałki czy bicza więźniów rozciągniętych na specjalnym koźle oraz wieszanie ich za nadgarstki na gałęziach drzew. Po krótkim pobycie w obozie Ravensbrück, w czerwcu 1943 Strippel został komendantem obozu pracy (Zwangsarbeiterlager) w Peenemünde (KZ-Arbeitslager Karlshagen II - Raketen-Serienproduktion). W październiku 1943 przeniesiono go do obozu Herzogenbusch, gdzie pełnił funkcję Schutzhaftlagerführera.
Od maja 1944 był zastępcą komendanta Neuengamme Maxa Pauly i jednocześnie komendantem podobozów Neuengamme. Również tu Strippel należał do najbardziej okrutnych strażników SS. Jego najsłynniejszą zbrodnią w kompleksie obozowym Neuengamme było kierowanie w kwietniu 1945 w podobozie Bullenhuser Damm zabójstwem 20 dzieci, na których pseudoeksperymenty medyczne przeprowadzał lekarz SS Kurt Heissmeyer. Zginęło wówczas również 28 więźniów Neuengamme. Strippel był organizatorem całej zbrodni, wykonawcą Alfred Trzebinski.
Po zakończeniu wojny początkowo ukrywał się, ale w 1948 został rozpoznany przez byłego więźnia Buchenwaldu, którego torturował. Strippela aresztowała policja zachodnioniemiecka, a jego proces rozpoczął się 31 maja 1949 we Frankfurcie nad Menem. Postawiono mu zarzut zamordowania 21 więźniów żydowskich w Buchenwaldzie i maltretowania wielu innych. Skazano go na 21-krotne dożywocie i dodatkowe 10 lat pozbawienia wolności. 21 kwietnia 1969 Strippel opuścił więzienie w Butzbach i pięć miesięcy później rozpoczął się kolejny proces w związku z jego zbrodniami w Buchenwaldzie. Tym razem sąd we Frankfurcie stwierdził, iż Strippel osobiście nie rozstrzelał żadnego z 21 więźniów żydowskich, za co został on skazany na 21-krotne dożywocie. Sąd uchylił więc wyrok z 1949 i wymierzył mu karę 5 lat pozbawienia wolności, którą Strippel odbył już wcześniej w Batzbach. Dodatkowo otrzymał on 121 500 marek tytułem odszkodowania za zbyt długi pobyt w więzieniu.
Następnie żył nie niepokojony do 1975, kiedy został aresztowany i osądzony w trzecim procesie załogi Majdanka. Za udział w zamordowaniu 41 jeńców radzieckich Strippel został skazany na 3 i pół roku więzienia. W grudniu 1983 prokurator w Hamburgu skierował przeciwko niemu do sądu akt oskarżenia w związku z morderstwem w Bullenhuser Damm. Uznano jednak, że Strippel nie był zdolny do stawiennictwa przed sądem i postępowanie umorzono.